# Terville
Terville è un comune francese di 6 600 abitanti situato nel dipartimento della Mosella nella regione del Grand Est.
È una città di pianura, a 17 km dal Lussemburgo e a 30 km da Metz. Fa parte del Lussemburgo francese e la sua lingua regionale è il franco-lussemburghese.
La prima menzione che si fa del luogo appare nell'VIII secolo col nome di Terven. Dipendeva dal Lussemburgo.
Più tardi venne soprannominata "la città del re" perché il Gran Condé, Louis II di Borbone-Condé aveva stabilito il suo quartier generale, durante l'assedio di Thionville nel 1643.
Nel 1817, Terville, villaggio della vecchia provincia di Trois-Évêchés sur la Fensch possedeva 468 abitanti dislocati in 49 case.

## Società

### Evoluzione demografica
Abitanti censiti